# Peter Megaw
Pour les articles homonymes, voir Megaw.
Arthur Hubert Stanley " Peter " Megaw, (20 juillet 1910-28 juin 2006) est un historien de l'architecture et archéologue. Il est spécialisé dans les églises byzantines. Il est directeur du département des antiquités de Chypre entre 1935 et 1960 et directeur de l'école britannique d'Athènes de 1962 à 1968.

## Jeunesse
Megaw est né le 20 juillet 1910 à Portobello House à Portobello, Dublin, Irlande. Il est le deuxième des quatre fils d'Arthur Stanley Megaw, un avocat, et de sa femme, Helen Isabel Bertha Megaw (née Smith). Entre 1924 et 1928, il fait ses études au Campbell College de Belfast, un pensionnat pour garçons. Il étudie ensuite l'architecture à Peterhouse, Université de Cambridge. Il obtient en 1931 un baccalauréat ès arts (BA) qui est ensuite promu au grade de maîtrise ès arts (MA (Cantab)). Deux de ses frères, Basil Megaw et Eric Megaw, ont également des carrières remarquables dans leurs propres domaines,.

## Carrière académique
Megaw n'a jamais occupé de poste universitaire dans une université. Il passe 75 ans à « travailler à l'étude et à la conservation des monuments de l'Orient chrétien ».
Il rejoint d'abord l'école britannique d'Athènes en tant qu'étudiant Walston en 1931 pour étudier l'Architecture byzantine. Il est le premier directeur du Département des Antiquités de Chypre entre 1935 et 1960. Avec l'indépendance de Chypre sous la domination britannique en 1960, il passe par deux courts postes successifs à Dumbarton Oaks, Washington DC, États-Unis d'Amérique et à l'Institut byzantin d'Amérique à Istanbul, Turquie. Il est directeur de la British School à Athènes de 1962 à 1968. Après sa retraite anticipée du poste d'administrateur, il rejoint le Harvard Center for Byzantine Studies à Dumbarton Oaks en tant que chercheur invité. Il passe les années restantes des années 1960 et 1970 à partager son temps entre Chypre et les États-Unis.
Le travail de Megaw peut être vu dans la collection photographique conservée à la Conway Library, Courtauld Institute of Art.
Megaw est décédé d'un cancer le 28 juin 2006 à son domicile londonien de Hampstead. Il est incinéré le 20 juillet 2006 au Golders Green Crematorium, Golders Green, Londres.

## Vie privée
Megaw est connu de ses amis et collègues sous le nom de Peter.
À Chypre, il est également officier de l'information publique et officier du renseignement pour le compte du gouvernement colonial.
En 1937, il épouse Elektra Elena Mangoletsi. C'est une artiste née en 1905. Elle est décédée en 1993. Ils n'ont pas d'enfants.

## Honneurs
En juin 1949, il est nommé Frère Serviteur du Vénérable Ordre de Saint-Jean (SBStJ). Dans les honneurs d'anniversaire du roi de 1951, il est nommé Commandeur de l'Ordre de l'Empire britannique (CBE). Il est promu commandeur de l'Ordre vénérable de Saint-Jean (CStJ) en septembre 1967.
En 1995, la Society of Antiquaries of London lui décerne la médaille Frend. Il s'agit d'un prix pour des études liées à l'archéologie, l'histoire et la topographie de l'Église chrétienne primitive. Le livre Mosaic: festschrift for AHS Megaw est publié en 2001 en son honneur.

## Ouvrages
- Megaw, A. H. (1946). Three vaulted basilicas in Cyprus. The Journal of Hellenic Studies, 66, 48–56.
- Megaw, A. H. (1972). Supplementary excavations on a castle site at Paphos, Cyprus, 1970-1971. Dumbarton Oaks Papers, 323–343.
- Megaw, A. H. S. (1974). Byzantine architecture and decoration in Cyprus: metropolitan or provincial?. Dumbarton Oaks Papers, 28, 57–88.
- Megaw, A. H. (1976). Excavations at the episcopal basilica of Kourion in Cyprus in 1974 and 1975: A preliminary report. Dumbarton Oaks Papers, 30, 345–371.
- Megaw, A. H. S., & Jones, R. E. (1983). Byzantine and allied pottery: A contribution by chemical analysis to problems of origin and distribution. Annual of the British School at Athens, 78, 235–263.
- Megaw, A. H. S. et al. (2007). Kourion. Excavations in the Episcopal Precinct. Dumbarton Oaks Research Library and Collection. Harvard.